# اوتارپارا
شهر اوتارپارا-کوترونگ (به انگلیسی: Uttarpara-Kotrung) با جمعیت ۲۰۰٫۱۴۵ نفر در ایالت بنگال غربی در کشور هند واقع شده‌است.